# Spatz (Familienname)
Spatz ist ein deutscher Familienname.

## Namensträger

### Familienname
- Bernhard Spatz (1856–1935), deutscher Mediziner, praktischer Arzt und Geheimer Sanitätsrat, Begründer der Zeitschrift Münchener Medizinische Wochenschrift
- Carl Spatz (1845–1907), deutscher Architekt und Museumsleiter
- Carl Alexander Spatz (1810–1856), deutscher Jurist und Politiker
- Friedrich Wilhelm Spatz (1738–1803), Schriftsteller und lutherischer Pfarrer
- Hanns-Christof Spatz (1936–2017), deutscher Biophysiker
- Hans Spatz, deutscher Arzt und Militärarzt, Schriftleiter der Münchener Medizinischen Wochenschrift, Sohn von Bernhard Spatz
- Hugo Spatz (1888–1969), deutscher Neuropathologe
- Joachim Spatz (Politiker) (* 1964), deutscher Politiker (FDP)
- Joachim Spatz (Physiker) (* 1969), deutscher Biophysiker und Materialwissenschaftler
- Johann Bernhard Spatz (1782–1840), Bauingenieur und Architekt im Dienste des Königreichs Bayern
- Julian Spatz (* 1990), deutscher Schauspieler
- Laura Spatz-Schmitt (* 1985), deutsche Handballspieler
- Manfred Spatz (1925–2024), deutscher Ringer
- Michael Spatz (* 1982), deutscher Handballspieler
- Otto Spatz (1900–1989), deutscher Buchhändler, Verleger und Schriftsteller
- Paul Spatz (1865–1942), deutscher Zoologe und Forschungsreisender
- Sabine Nitz-Spatz (1956–1997), deutsche Politikerin (SPD), MdA
- Susan Cernyak-Spatz (1922–2019), österreichisch-amerikanische Germanistin und Historikerin
- Willy Spatz (1861–1931), deutscher Maler und Lithograf

Siehe auch:
- Carl A. Spaatz

### Familien
Der Familienname ist mehrstämmig. Frühe Namensträger waren in Schwaben, Nürnberg, im Odenwald und im Westrich ansässig. Die Mehrzahl der bedeutenden Namensträger gehört der Familie Spatz in Speyer an, deren Urahn Simon Spatz zweiter Pfarrer („Schaffer“) in Nürnberg war. Ein Zweig verbreitete sich von Speyer über Düsseldorf nach Mitteldeutschland und in die Vereinigten Staaten. Dort gehört Carl A. Spaatz (1891–1974), General der US Air Force, zu den bekannten Nachkommen.
Die Bildhauerfamilie Spatz hat dagegen italienische Wurzeln (Spezza).